# Abstinência sexual

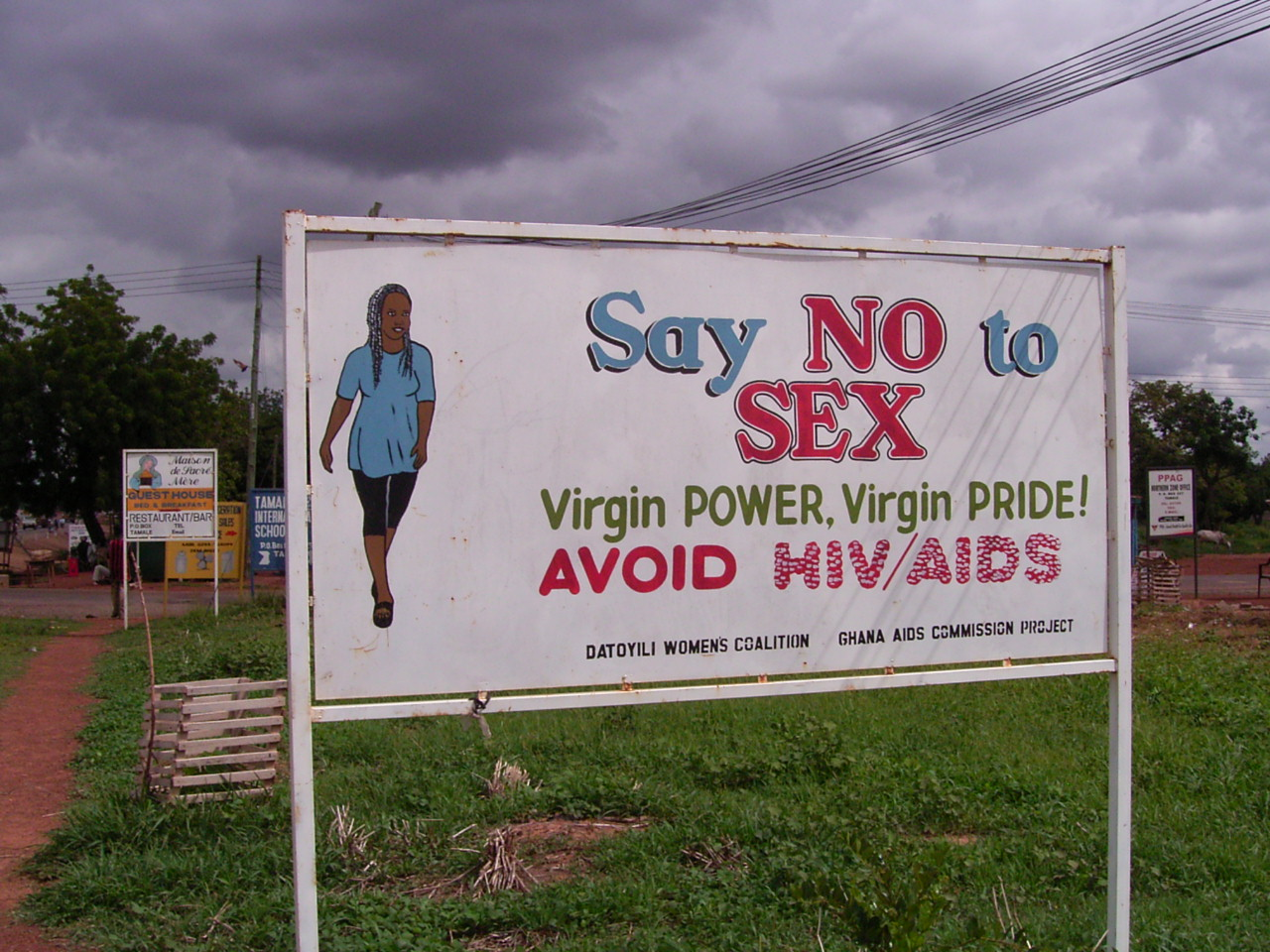
Placa de em favor da abstinência em Gana.

A abstinência sexual é a prática voluntária ou involuntária de abster-se de alguns ou todos os aspectos da atividade sexual. Supostas razões comuns para a abstenção deliberada ou forçada da expressão física do desejo sexual incluem doutrinas, preceitos ou opiniões  religiosas e filosóficas (por exemplo, castidade), e razões matrimoniais e de saúde, como prevenir a concepção (gravidez indesejada) ou contaminação por IST - infecções sexualmente transmissíveis, certas vezes ocasionada por germofobia (medo de germes).
Principalmente sob forte influência ou pressão de grupos religiosos, alguns governos (como o dos Estados Unidos) passaram a adotar como principal programa de educação sexual o estímulo e incentivo à abstinência sexual em adolescentes.
Esses programas procuram informar os jovens dos supostos malefícios e convencê-los do que acreditam ser imoralidade do sexo pré-marital (antes do casamento) e sugerem a abstinência como única opção saudável e segura contra a gravidez na adolescência e as infecções sexualmente transmissíveis. No entanto, diversos estudos indicaram que esses programas, incluindo nos Estados Unidos, não foram capazes de evitar esses riscos de um modo adequado e eficaz.

## Aspectos religiosos
A abstinência sexual antes do casamento faz parte da doutrina religiosa do Catolicismo, do Islamismo, do Judaísmo, e das igrejas protestantes (incluindo as igrejas evangélicas), justificada pela busca de construir uma família tradicional fundamentada no amor-doação e indissolubilidade do matrimônio, tornando-se um ato espontâneo do fiel ou uma imposição vigiada pelos seus familiares, neste caso com possíveis consequências graves para a saúde mental e física da pessoa, dependendo de cada caso.
A abstinência sexual é questionada pela psicologia, no sentido de alertar os pacientes sobre os seus riscos. Uma análise puramente racional revela que a abstinência sexual permanente traz poucas vantagens e benefícios, em face da necessidade de empenho mental dos seus adeptos, no sentido de se manterem invictos ou castos.
Apesar disto um universo de milhares de freiras e frades insistem há séculos em se manter castos, em instituições milenares como os monges de São Bento (beneditinos), os franciscanos, carmelitas e os dominicanos (Tomás de Aquino, dominicano, uma dos mais notáveis filósofos da humanidade não só defendeu as vantagens da castidade entre os religiosos como a praticou) e de várias outras instituições centenárias como os jesuítas, ou mais recentes como as Missionárias da Caridade fundadas por Madre Teresa de Calcutá, isto sem contar os orientais dentre eles tibetanos por exemplo.
Todos os santos, notadamente, os reconhecidos pela Igreja Católica, leigos ou religiosos, de alguma forma sempre fizeram a apologia da castidade, desde os primórdios do cristianismo até os dias atuais. São Josemaria Escrivá, canonizado no último decênio do século XX, por exemplo, deixou escrito sobre a castidade:
Que bela é a santa pureza! Mas não é santa nem agradável a Deus, se a separamos da caridade. A caridade é a semente que crescerá e dará frutos saborosíssimos com a rega que é a pureza. Sem caridade, a pureza é infecunda, e as suas águas estéreis convertem as almas num lamaçal, num charco imundo, donde saem baforadas de soberba.
A caridade teologal surge-nos, sem dúvida, como a mais alta das virtudes. Mas a castidade é o meio "sine qua non", uma condição imprescindível para se atingir o diálogo íntimo com Deus. E quando não é observada, quando não se luta, acaba-se cego; não se vê nada, porque o homem animal não pode perceber as coisas que são do Espírito de Deus.
Nós queremos olhar com olhos limpos, animados pela pregação do Mestre: "Bem-aventurados os que têm o coração puro, porque verão a Deus." A Igreja apresentou sempre estas palavras como um convite à castidade. Guardam um coração sadio, escreve São João Crisóstomo, "os que possuem uma consciência completamente limpa ou os que amam a castidade." Nenhuma virtude é tão necessária como esta para ver a Deus.